# Saison 7 de Ma sorcière bien-aimée
Chronologie
Saison 6 Saison 8
Cet article présente le guide des épisodes de la septième saison de la série télévisée américaine Ma sorcière bien-aimée (Bewitched),.